# Johann David Herlicius

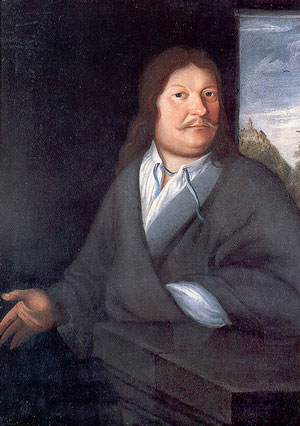
Johann Ambrosius Bach, 1690

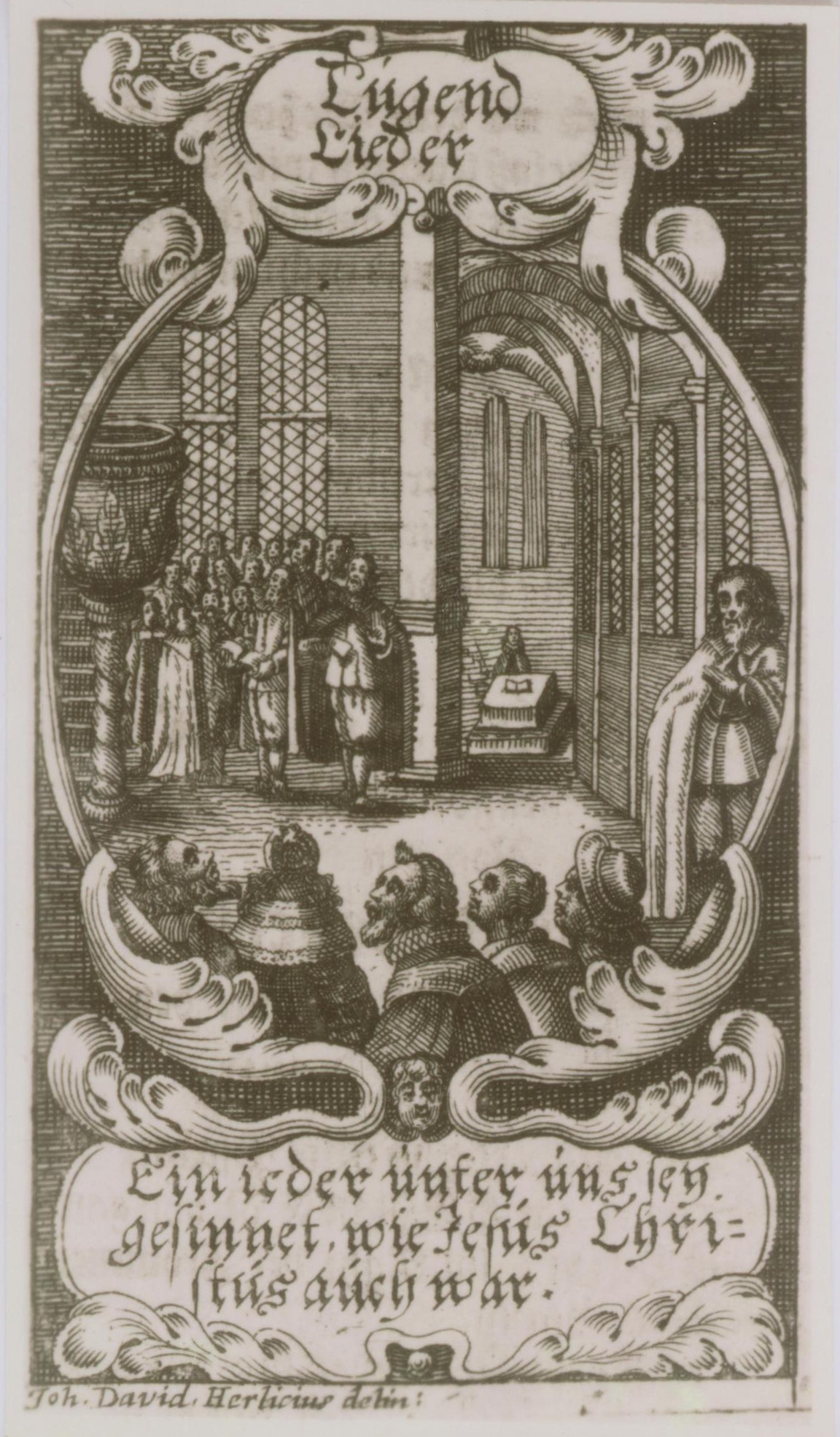
Kupfer aus dem Eisenacher Gesangbuch, 1673

Johann David Herlicius (begraben 30. November 1693 in Eisenach) war ein deutscher Maler.

## Leben
Herlicius hatte vermutlich ab ca. 1664 Malerei bei dem Eisenacher Hofmaler und Ratsherrn August Erich studiert und war anschließend Maler am Hof des Herzogs Johann Georg I. von Sachsen-Eisenach.
Seine bis heute andauernde Bekanntheit verdankt Herlicius dem ihm zugeschriebenen Gemälde von Johann Ambrosius Bach. Das einzige Gemälde des Vaters von Johann Sebastian Bach befand sich im Besitz von Bachs Sohn Carl Philipp Emanuel Bach und gehört heute zum Bestand der Staatsbibliothek zu Berlin. Das Gemälde ist als Dauerleihgabe im Bach-Archiv Leipzig ausgestellt. Für das Eisenacher Gesangbuch von 1673, das zu Bachs Zeit neben der Kirche auch in der Schule gebraucht wurde, fertigte Herlicius die Vorlagen für zwölf Kupferstiche, u. a. mit einer damaligen Innenansicht der Georgenkirche. Ein Exemplar des Gesangbuchs ist im Bachhaus Eisenach ausgestellt.